# سام كار
سام كار (بالإنجليزية: Sam Carr)‏ هو طبال أمريكي، ولد في 17 أبريل 1926 في مارفيل في الولايات المتحدة، وتوفي في 21 سبتمبر 2009 في كلاركسديل في الولايات المتحدة.

## وصلات خارجية
- سام كار على موقع IMDb (الإنجليزية)
- سام كار على موقع ميوزك برينز (الإنجليزية)
- سام كار على موقع ديسكوغز (الإنجليزية)
- سام كار على موقع قاعدة بيانات الفيلم (الإنجليزية)